# 롱가비
롱가비(스페인어: Longaví)는 칠레 마울레 주 리나레스 현의 코무나이다.